# Mook en Middelaar
Mook en Middelaar es una municipalidad en los Países Bajos. En 2016, tenía una población de aprox. 7800 habitantes, en una superficie de aprox. 19 km², dando una densidad de aprox. 412 personas por km².

## Historia
Eran posesiones del Ducado de Gueldres. Mook pasó en 1473 a ser parte del Ducado de Cleves, mientras Middelaar sería posesión de los Países Bajos de los Habsburgo desde 1543. En su territorio tuvo lugar la Batalla de Mook el 14 de abril de 1574.
En 1702 ambos municipios serían unificados en Prusia, tras ocupación francesa. En 1815 pasarían al Reino Unido de los Países Bajos.

## Enlaces externos

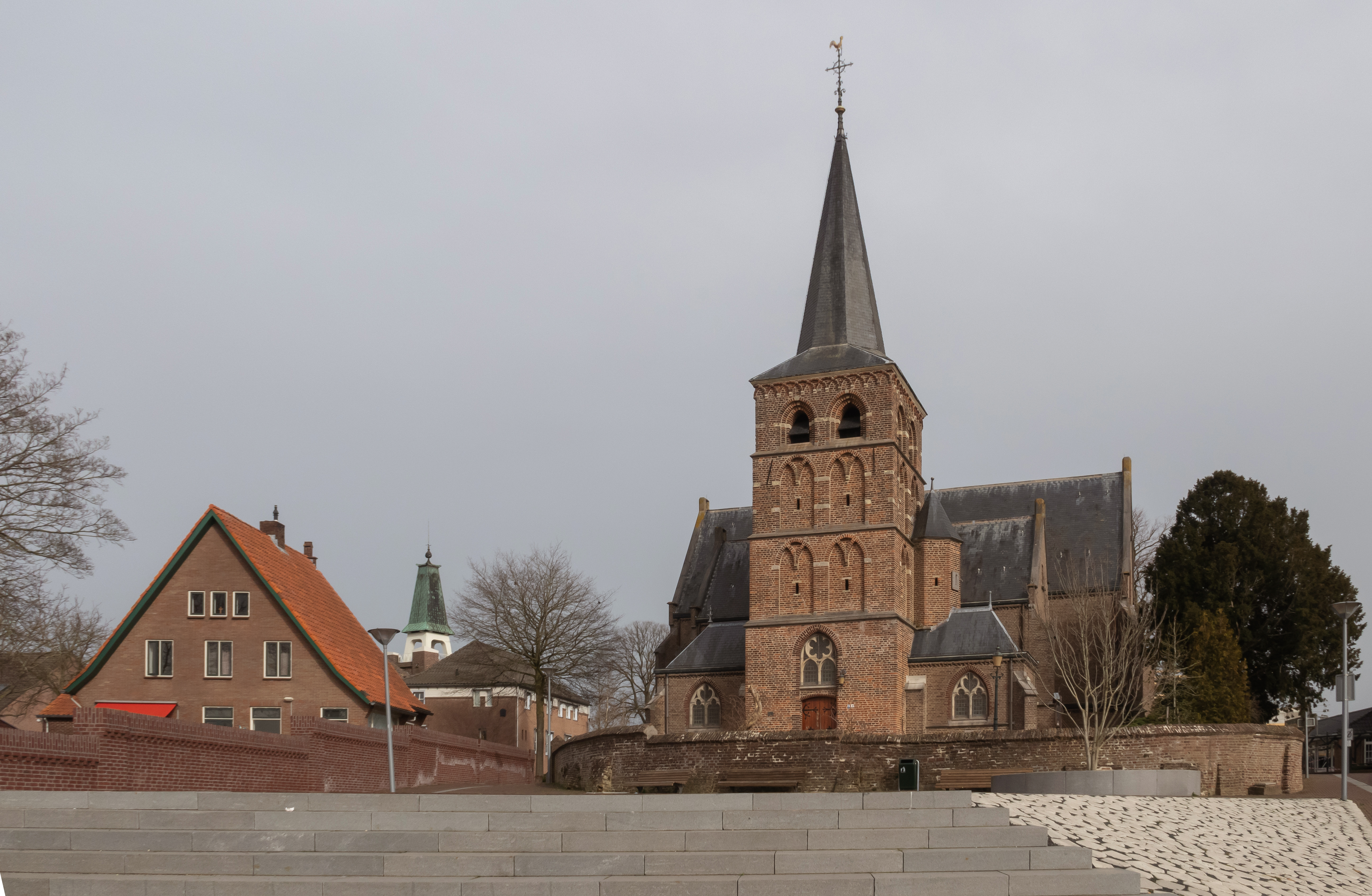
Iglesia de Mook